# Leo-Statz-Berufskolleg

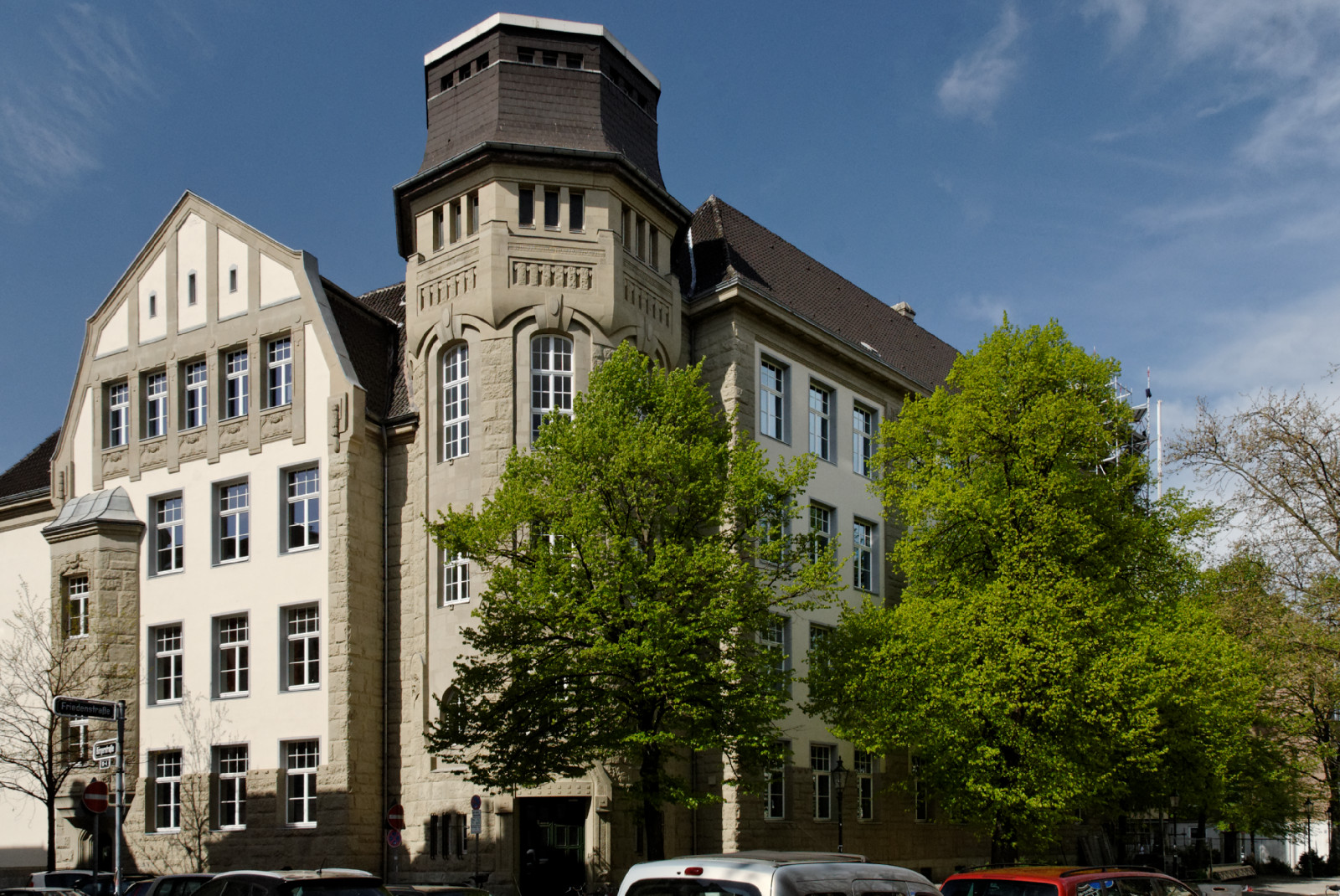
Leo-Statz-Berufskolleg, 2011

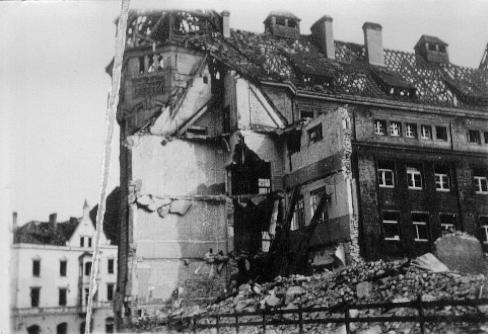
Schule nach Bombenangriff, 1942

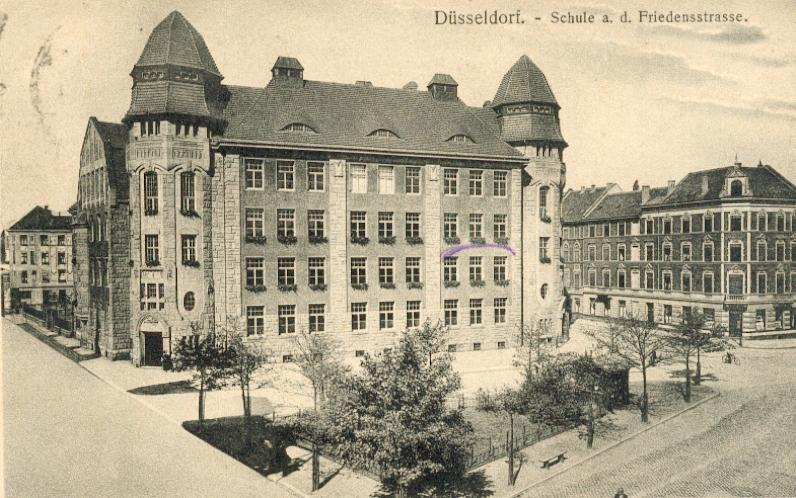
Schule an der Friedensstraße, Düsseldorf, Postkarte, 1917

Das Leo-Statz-Berufskolleg ist ein städtisches Berufskolleg im Düsseldorfer Stadtteil Unterbilk. Namensgeber der Schule ist Leo Statz.
An der Schule werden etwa 2100 Schüler von 90 Lehrern unterrichtet.

## Geschichte
Vorläufer der Schule war die seit 1938 bestehende „Kontorberufs-, Handels- und Höhere Handelsschule“ an der Friedenstraße. Sie war mit 7000 Schülern die größte kaufmännische Schule Nordrhein-Westfalens, als sie 1967 auf Beschluss des Rates der Stadt dreigeteilt wurde: in die „Städtische kaufmännische Schule I“ – das heutige Leo-Statz-Berufskolleg, sowie die „Städtische kaufmännische Schule II“ – jetzt Max-Weber-Berufskolleg, und die „Städtische kaufmännische Schule III“ – heute Walter-Eucken-Berufskolleg – in der Suitbertusstraße 163–165 in Bilk.
Seit 1977 befindet sich an der Kirchfeldstraße 94–96 in Bilk die Dependance des Leo-Statz-Berufskollegs.

## Denkmalschutz
Der Gebäudekomplex an der Friedensstraße 29 besteht aus dem Schulgebäude der ehemaligen Volksschule am Friedensplätzchen und der Turnhalle nebst ehemaliger Städtischer Badeanstalt an der Konkordiastraße, die 1905 und 1906/1907 unter dem Stadtbaurat Johannes Radke errichtet wurden. Die Bauplastiken schuf der Bildhauer Adolf Simatschek. Seit dem 31. März 2005 steht der Komplex unter Denkmalschutz. 2010/11 wurden umfangreiche Sanierungs- und Restaurierungsarbeiten sowie Dämmungen durchgeführt. Zuletzt wurden die Turmhauben rekonstruiert, am Boden zusammengebaut und per Kran aufgesetzt. Das Dach war im Krieg durch Bombenangriffe zerstört und beim Wiederaufbau nur provisorisch wieder hergerichtet worden.

## Projekte
Im Mai 2000 beschloss die Schulkonferenz des Leo-Statz-Berufskollegs den Aufbau eines Umweltmanagements, das sich am Öko-Audit-Verfahren orientiert. Das führte in der Folgezeit zu einer Reihe von energiesparenden Maßnahmen. 2009 wurde die Schule von der Stadt Düsseldorf im Rahmen des Klimaschutzprogramms „Ökoprofit“ ausgezeichnet.
2012 erinnerten Schüler des Leo-Statz-Berufskollegs mit einer Ausstellung an den Namensgeber der Schule, den Düsseldorfer Karnevalisten und Unternehmer Leo Statz, der wegen kritischer Worte von den Nazis zum Tode verurteilt und enthauptet wurde. Die Ausstellung ist seitdem dauerhaft zu sehen.
2014 wurde das Berufskolleg im Rahmen des Schulprojekts „Vielfalt der Kulturen“ als Schule ohne Rassismus – Schule mit Courage und 2015 im Rahmen der NRW-Kampagne als „Schule der Zukunft“ ausgezeichnet.

## Förderverein
Der Förderverein der Schule wurde am 29. November 2006 gegründet und am 3. Mai 2007 in das Vereinsregister eingetragen.

## Bekannte ehemalige Schüler
- Farid Bang[17]